# Rawa Bunga
Rawa Bunga is een plaats(wijk - kelurahan) in het bestuurlijke gebied Jatinegara (oude naam: Meester Cornelis), Jakarta Timur (Oost-Jakarta) in de provincie Jakarta, Indonesië. De plaats telt 21.252 inwoners (volkstelling 2010).